# IAAF World Relays 2017
3. IAAF World Relays – zawody lekkoatletyczne w biegach sztafetowych, organizowane pod egidą Międzynarodowego Stowarzyszenia Federacji Lekkoatletycznych (IAAF), które odbyły się w dniach 22–23 kwietnia 2017 na Thomas Robinson Stadium w stolicy Bahamów Nassau.
W tej edycji zawodów sztafety męskie i kobiece na dystansie 1200+400+800+1600 metrów zostały zastąpione jedną mieszaną – 4 × 400 metrów składającą się z dwóch zawodników i zawodniczek. Osiem najlepszych drużyn z biegów 4 × 100  oraz 4 × 400 metrów (wśród kobiet i mężczyzn) uzyskały automatyczną kwalifikację do startu w mistrzostwach świata w Londynie (w sierpniu 2017).
Polska reprezentacja licząca 27 zawodników, którzy wystąpili w siedmiu konkurencjach, zdobyła dwa medale – srebrny w sztafecie 4 × 400 metrów pań oraz brązowy w sztafecie 4 × 800 metrów panów.
W klasyfikacji drużyn wygrała reprezentacja Stanów Zjednoczonych (60 pkt.), przed Jamajczykami (39) i Australijczykami (24). Polski zespół z dorobkiem 23 punktów zajął w niej czwarte miejsce.
Wbrew wcześniejszym zapowiedziom w imprezie nie wystartowała rekordowa liczba zawodników.

## Nagrody
Na nagrody IAAF przeznaczyła 1,26 miliona dolarów. Ponadto każdy zespół, który w trakcie mistrzostw pobił rekord świata otrzymałby premię w wysokości 50 000 $.
Nagrody za poszczególne miejsca:
- 1. miejsce: 50 000 $
- 2. miejsce: 30 000 $
- 3. miejsce: 20 000 $
- 4. miejsce: 12 000 $
- 5. miejsce: 10 000 $
- 6. miejsce: 8000 $
- 7. miejsce: 6000 $
- 8. miejsce: 4000 $

## Program
Opracowano na podstawie materiału źródłowego.
| Dzień 1 – 22 kwietnia | Dzień 1 – 22 kwietnia   | Dzień 1 – 22 kwietnia |
| --------------------- | ----------------------- | --------------------- |
| 19:35                 | Sztafeta 4 × 200 metrów | Eliminacje            |
| 19:59                 | Sztafeta 4 × 100 metrów | Eliminacje            |
| 20:31                 | Sztafeta 4 × 400 metrów | Eliminacje            |
| 21:12                 | Sztafeta 4 × 400 metrów | Eliminacje            |
| 21:48                 | Sztafeta 4 × 400 metrów | Eliminacje            |
| 22:00                 | Sztafeta 4 × 800 metrów | Finał                 |
| 22:12                 | Sztafeta 4 × 100 metrów | Finał B               |
| 22:21                 | Sztafeta 4 × 200 metrów | Finał                 |
| 22:36                 | Sztafeta 4 × 100 metrów | Finał                 |

| Dzień 2 – 23 kwietnia | Dzień 2 – 23 kwietnia   | Dzień 2 – 23 kwietnia |
| --------------------- | ----------------------- | --------------------- |
| 19:35                 | Sztafeta 4 × 200 metrów | Eliminacje            |
| 20:00                 | Sztafeta 4 × 100 metrów | Eliminacje            |
| 20:22                 | Sztafeta 4 × 400 metrów | Finał B               |
| 20:35                 | Sztafeta 4 × 400 metrów | Finał B               |
| 20:47                 | Sztafeta 4 × 800 metrów | Finał                 |
| 21:11                 | Sztafeta 4 × 400 metrów | Finał                 |
| 21:29                 | Sztafeta 4 × 200 metrów | Finał                 |
| 21:46                 | Sztafeta 4 × 100 metrów | Finał B               |
| 21:55                 | Sztafeta 4 × 400 metrów | Finał                 |
| 22:13                 | Sztafeta 4 × 100 metrów | Finał                 |
| 22:30                 | Sztafeta 4 × 400 metrów | Finał                 |

## Rezultaty

### Mężczyźni
| Konkurencja:            | 1. miejsce                                                                                                 | Rezultat   | 2. miejsce                                                                      | Rezultat | 3. miejsce | Rezultat |
| Sztafeta 4 × 100 metrów | Stany Zjednoczone · LeShon Collins · Michael Rodgers · Ronnie Baker · Justin Gatlin · Marvin Bracy (elim.) | 38,43      | Barbados · Mario Burke · Ramon Gittens · Nicholas Deshong · Burkheart Ellis Jr. | 39,18    | Chiny · Tang Xingqiang · Xie Zhenye · Su Bingtian · Jinsheng Liang · Mo Youxue (elim.) · Zhang Peimeng (elim.)       | 39,22    |
| Sztafeta 4 × 200 metrów | Kanada · Gavin Smellie · Brendon Rodney · Andre De Grasse · Aaron Brown                                    | 1:19,42 WL | Stany Zjednoczone · Noah Lyles · Jarrion Lawson · Isiah Young · Ameer Webb      | 1:19,88  | Jamajka · Nickel Ashmeade · Oshane Bailey · Rasheed Dwyer · Yohan Blake · Chadic Hinds (elim.) · Warren Weir (elim.) | 1:21,09  |
| Sztafeta 4 × 400 metrów | Stany Zjednoczone · David Verburg · Tony McQuay · Kyle Clemons · LaShawn Merritt · Najee Glass (elim.)     | 3:02,13    | Botswana · Isaac Makwala · Baboloki Thebe · Onkabetse Nkobolo · Karabo Sibanda  | 3:02,28  | Jamajka · Peter Matthews · Demish Gaye · Martin Manley · Steven Gayle · Javere Bell (elim.) · Javon Francis (elim.)  | 3:02,86  |
| Sztafeta 4 × 800 metrów | Stany Zjednoczone · Brannon Kidder · Erik Sowinski · Casimir Loxsom · Clayton Murphy                       | 7:13,16 WL | Kenia · Alfred Kipketer · Kipyegon Bett · Timothy Kitum · Ferguson Rotich       | 7:13,70  | Polska · Artur Kuciapski · Mateusz Borkowski · Adam Kszczot · Marcin Lewandowski                                     | 7:18,74  |

### Kobiety
| Konkurencja:            | 1. miejsce | Rezultat      | 2. miejsce | Rezultat | 3. miejsce | Rezultat |
| Sztafeta 4 × 100 metrów | Niemcy · Alexandra Burghardt · Lisa Mayer · Tatjana Pinto · Rebekka Haase                                       | 42,84         | Jamajka · Simone Facey · Natasha Morrison · Gayon Evans · Sashalee Forbes · Christania Williams (elim.)                      | 42,95    | Chiny · Liang Xiaojing · Wei Yongli · Tao Yujia · Yuan Qiqi · Ge Manqi (elim.)                                                               | 43,11    |
| Sztafeta 4 × 200 metrów | Jamajka · Jura Levy · Shericka Jackson · Sashalee Forbes · Elaine Thompson · Anastasia Le-Roy (elim.)           | 1:29,04 CR NR | Niemcy · Lara Matheis · Tatjana Pinto · Rebekka Haase · Gina Lückenkemper · Alexandra Burghardt (elim.) · Lisa Mayer (elim.) | 1:30,68  | Stany Zjednoczone · Dezerea Bryant · Tiffany Townsend · Felicia Brown · Shalonda Solomon · Phyllis Francis (elim.)                           | 1:30,87  |
| Sztafeta 4 × 400 metrów | Stany Zjednoczone · Phyllis Francis · Ashley Spencer · Quanera Hayes · Natasha Hastings · Joanna Atkins (elim.) | 3:24,36 WL    | Polska · Małgorzata Hołub · Iga Baumgart · Adrianna Janowicz · Justyna Święty                                                | 3:28,28  | Jamajka · Janeive Russell · Anneisha McLaughlin · Verone Chambers · Stephenie Ann McPherson · Christine Day (elim.) · Dawnalee Loney (elim.) | 3:28,49  |
| Sztafeta 4 × 800 metrów | Stany Zjednoczone · Chanelle Price · Chrishuna Williams · Laura Roesler · Charlene Lipsey                       | 8:16,36 WL    | Białoruś · Darja Barysiewicz · Iłona Usowicz · Wiktoryja Kusznir · Marina Arzamasowa                                         | 8:20,07  | Australia · Lora Storey · Abbey de la Motte · Zoe Buckman · Heidi See                                                                        | 8:21,08  |

### Sztafeta mieszana
|                         | 1. miejsce                                                                             | Rezultat | 2. miejsce                                                                        | Rezultat | 3. miejsce                                                             | Rezultat |
| Sztafeta 4 × 400 metrów | Bahamy · Steven Gardiner · Shaunae Miller-Uibo · Anthonique Strachan · Michael Mathieu | 3:14,42  | Stany Zjednoczone · Michael Berry · Jaide Stepter · Paul Dedewo · Claudia Francis | 3:17,29  | Jamajka · Javere Bell · Ristananna Tracey · Natoya Goule · Jamari Rose | 3:20,26  |

## Wyniki reprezentantów Polski

### Mężczyźni
- sztafeta 4 × 100 m (eliminacje): Dominik Kopeć, Przemysław Słowikowski, Artur Zaczek, Grzegorz Zimniewicz – 17. miejsce (39,84) – brak awansu do finału
- sztafeta 4 × 200 m (eliminacje): Przemysław Słowikowski, Eryk Hampel, Artur Zaczek, Rafał Omelko – 9. miejsce (1:24,78) – brak awansu do finału
- sztafeta 4 × 400 m (eliminacje): Kacper Kozłowski, Łukasz Krawczuk, Przemysław Waściński, Rafał Omelko – 15. miejsce (3:08,42) – awans do finału B
- sztafeta 4 × 400 m (finał B): Kacper Kozłowski, Łukasz Krawczuk, Bartłomiej Chojnowski, Rafał Omelko – 3. miejsce (3:07,89)
- sztafeta 4 × 800 m: Artur Kuciapski, Mateusz Borkowski, Adam Kszczot, Marcin Lewandowski –  3. miejsce (7:18,74)

### Kobiety
- sztafeta 4 × 400 m (eliminacje): Małgorzata Hołub, Iga Baumgart, Adrianna Janowicz, Justyna Święty – 2. miejsce (3:29,42) – awans do finału
- sztafeta 4 × 400 m (finał): Małgorzata Hołub, Iga Baumgart, Adrianna Janowicz, Justyna Święty –  2. miejsce (3:28,28)
- sztafeta 4 × 800 m: Anna Sabat, Paulina Mikiewicz-Łapińska, Martyna Galant, Angelika Cichocka – 4. miejsce (8:24,71)

### Sztafeta mieszana
- sztafeta 4 × 400 m: Kacper Kozłowski, Martyna Dąbrowska, Małgorzata Curyło, Rafał Omelko – 4. miejsce (3:22,26)

## Klasyfikacje

### Klasyfikacja medalowa
| Miejsce | Reprezentacja     | Złoto | Srebro | Brąz | Razem |
| 1.      | Stany Zjednoczone | 5     | 2      | 1    | 8     |
| 2.      | Jamajka           | 1     | 1      | 4    | 6     |
| 3.      | Niemcy            | 1     | 1      | 0    | 2     |
| 4.      | Bahamy            | 1     | 0      | 0    | 1     |
| 4.      | Kanada            | 1     | 0      | 0    | 1     |
| 6.      | Polska            | 0     | 1      | 1    | 2     |
| 7.      | Barbados          | 0     | 1      | 0    | 1     |
| 7.      | Białoruś          | 0     | 1      | 0    | 1     |
| 7.      | Botswana          | 0     | 1      | 0    | 1     |
| 7.      | Kenia             | 0     | 1      | 0    | 1     |
| 11.     | Chiny             | 0     | 0      | 2    | 2     |
| 12.     | Australia         | 0     | 0      | 1    | 1     |
| RAZEM   | RAZEM             | 9     | 9      | 9    | 27    |

     gospodarz

### Klasyfikacja drużynowa
Opracowano na podstawie materiału źródłowego.
| Poz. | Reprezentacja                                 | Liczba punktów |
| ---- | --------------------------------------------- | -------------- |
| 1.   | Stany Zjednoczone (USA)                       | 60             |
| 2.   | Jamajka (JAM)                                 | 39             |
| 3.   | Australia (AUS)                               | 24             |
| 4.   | Polska (POL)                                  | 23             |
| 5.   | Trynidad i Tobago (TTO)                       | 17             |
| 6.   | Kenia (KEN)                                   | 16             |
| 7.   | Chiny (CHN)                                   | 16             |
| 8.   | Niemcy (GER)                                  | 15             |
| 9.   | Bahamy (BAH)                                  | 15             |
| 10.  | Francja (FRA)                                 | 13             |
| 11.  | Botswana (BOT)                                | 10             |
| 12.  | Kanada (CAN)                                  | 8              |
| 13.  | Wielka Brytania (GBR)                         | 8              |
| 14.  | Barbados (BAR)                                | 7              |
| 14.  | Białoruś (BLR)                                | 7              |
| 16.  | Nigeria (NGR)                                 | 6              |
| 17.  | Holandia (NED)                                | 5              |
| 18.  | Kuba (CUB)                                    | 4              |
| 18.  | Meksyk (MEX)                                  | 4              |
| 20.  | Katar (QAT)                                   | 3              |
| 21.  | Lekkoatletyczna reprezentacja uchodźców (ART) | 2              |
| 21.  | Brazylia (BRA)                                | 2              |
| 21.  | Brytyjskie Wyspy Dziewicze (IVB)              | 2              |
| 24.  | Antigua i Barbuda (ANT)                       | 1              |

## Rekordy
Podczas zawodów ustanawiano 13 krajowych rekordów w kategorii seniorów:

### Mężczyźni
| Zawodnik                                                                     | Reprezentacja     | Konkurencja             | Rezultat |
| ---------------------------------------------------------------------------- | ----------------- | ----------------------- | -------- |
| Kyle Greaux Dan-Neil Telesford Moriba Morain Emmanuel Callender              | Trynidad i Tobago | sztafeta 4 × 200 metrów | 1:22,79  |
| Daniel Bailey Richard Richardson Jared Jarvis Chavaughn Walsh                | Antigua i Barbuda | sztafeta 4 × 200 metrów | 1:24,33  |
| Luis Felipe Rodríguez Alberto Aguilar Omar Longart Kelvis Padrino            | Wenezuela         | sztafeta 4 × 200 metrów | 1:25,69  |
| Ifeanye Otuonye Angelo Garland Devante Gardiner Benjamin Frantzley           | Turks i Caicos    | sztafeta 4 × 200 metrów | 1:26,22  |
| Moriba Morain Dan-Neil Telesford Kyle Greaux Emmanuel Callender              | Trynidad i Tobago | sztafeta 4 × 200 metrów | 1:21,39  |
| Tang Xingqiang Mo Youxue Bie Ge Jinsheng Liang                               | Chiny             | sztafeta 4 × 200 metrów | 1:22,91  |
| José Eduardo Rodríguez Alexis Sotelo Gamaliel Moctezuma Jesús Tonatiuh López | Meksyk            | sztafeta 4 × 800 metrów | 7:20,92  |

### Kobiety
| Zawodniczka                                                      | Reprezentacja              | Konkurencja             | Rezultat |
| ---------------------------------------------------------------- | -------------------------- | ----------------------- | -------- |
| Kamaria Durant Semoy Hackett Reyare Thomas Michelle-Lee Ahye     | Trynidad i Tobago          | sztafeta 4 × 200 metrów | 1:32,62  |
| Maximila Imali Mary Chepkoech Peris Chege Damaris Akoth          | Kenia                      | sztafeta 4 × 200 metrów | 1:40,65  |
| Yujia Tao Yanbing Zhou Wen Tian Yongli Wei                       | Chiny                      | sztafeta 4 × 200 metrów | 1:33,99  |
| Nelda Huggins Tahesia Harrigan-Scott Karene King Ashley Kelly    | Brytyjskie Wyspy Dziewicze | sztafeta 4 × 200 metrów | 1:34,92  |
| Jura Levy Shericka Jackson Sashalee Forbes Elaine Thompson       | Jamajka                    | sztafeta 4 × 200 metrów | 1:29,04  |
| Amantle Montsho Lydia Jele Galefele Moroko Christine Botlogetswe | Botswana                   | sztafeta 4 × 400 metrów | 3:30,13  |

A także ustanowiono 1 rekord zawodów:
| Zawodni/-k/-czka                                           | Reprezentacja | Konkurencja             | Rezultat |
| ---------------------------------------------------------- | ------------- | ----------------------- | -------- |
| Jura Levy Shericka Jackson Sashalee Forbes Elaine Thompson | Jamajka       | sztafeta 4 × 200 metrów | 1:29,04  |

## Uczestnicy
Na listach zgłoszeń opublikowanych przez IAAF znalazło się 509 zawodników (286 mężczyzn i 223 kobiety) z 35 reprezentacji.
| - Antigua i Barbuda (6) - Australia (21) - Bahamy (27) - Barbados (6) - Belgia (5) - Białoruś (5) - Botswana (14) - Brazylia (20) - Brytyjskie Wyspy Dziewicze (6) | - Chiny (16) - Czechy (5) - Dominikana (10) - Ekwador (5) - Francja (26) - Holandia (10) - Indie (12) - Jamajka (41) - Japonia (10) | - Kanada (23) - Katar (5) - Kenia (30) - Kolumbia (5) - Kuba (8) - Lekkoatletyczna reprezentacja uchodźców (5) - Meksyk (8) - Niemcy (28) - Nigeria (13) | - Polska (26) - Saint Kitts i Nevis (5) - Trynidad i Tobago (22) - Turks i Caicos (5) - Stany Zjednoczone (42) - Wenezuela (8) - Wielka Brytania (19) - Włochy (12) |